# اصفهانک (زرندیه)
اصفهانک روستایی در دهستان خشک‌رود بخش مرکزی شهرستان زرندیه استان مرکزی ایران است.

## جمعیت
بر پایه سرشماری عمومی نفوس و مسکن در سال ۱۳۹۵ جمعیت این روستا ۱۶۲ نفر (۴۸خانوار) بوده‌است.